# Bácsi Sándor
Bácsi Sándor (Budapest, 1969. november 26. –) válogatott labdarúgó, csatár.

## Pályafutása

### Volán SC
A Volán SC-nél az NBII-ben mutatkozott be alig tizennyolc évesen. Óriási tehetségnek tartották, elképesztően lendületes futógyorsasága és az ehhez párosult Maradona-szerű alkata, fordulékonysága erre fel is jogosította. 1987 szeptemberében a III. kerületi TTVE ellen hazai pályán mutatkozott be először a másodosztályban, a szünetben állt be és két perc alatt 2-2-re alakította a mérkőzés állását két góljával.

### Újpesti Dózsa
1986-tól volt az Újpesti Dózsa labdarúgója. Az élvonalban 1989-ben mutatkozott be. Tagja volt az 1989–90-es bajnokcsapatnak és a két évvel későbbi Magyar-kupa (Vác ellen)- és Szuperkupa-győztes (Ferencváros ellen) együttesnek. Folyamatos súlyproblémákkal küzdött. 1993-ban egy rövid ideig a Vasasban játszott, de nem tudott alkalmazkodni az első osztály követelményeihez, ezért a Gödöllő csapatában folytatta pályafutását. 1989 és 1993 között 81 bajnoki mérkőzésen szerepelt, és húsz gólt szerzett.

### A válogatottban
1989 és 1991 között 2 alkalommal szerepelt a válogatottban.

## Magánélete
Pályafutása során rendszeresen gond volt a versenysúlyával, amit rendkívül sportszerűtlen életmódja miatt nem tudott tartani. Alkoholproblémái miatt nem tartottak rá igényt sehol sem, túlsúlya lehetetlenné tette az élvonalban való szereplését.
Visszavonulása után a REAC-nál viszont segítő kezet nyújtottak felé. Biciklivel járt dolgozni Rákospalotára Békásmegyerről, ahol családjával lakott, ám nem tudott hozzászokni a rendszert követelő életmódhoz, alkoholgondjai ismét előjöttek, saját elmondása szerint az újságok kikezdték őt, ezért hagyta el a REAC-ot.
Később a rendőrség látóterébe került és letartóztatták, kábítószerrel való visszaélés miatt börtönbe került. Egy év tíz hónapot kapott, azt mindvégig tagadta, hogy árulta volna a szereket. Nyolc hónapot le is kellett töltenie. Kiszabadulása után tanult szakmájában, szakácsként dolgozik azóta is.
Fia, Olivér is próbálkozott a futballal a Videoton akadémiáján (PFLA U15-ös csapat), ám fizikailag nem hozta az elvártakat, ezért eltanácsolták őt.

## Sikerei, díjai
- Magyar bajnokság
  - bajnok: 1989–90
- Magyar kupa
  - győztes: 1992
- Magyar szuperkupa
  - győztes: 1992

## Statisztika

### Mérkőzései a válogatottban
| Magyarország | Magyarország       | Magyarország                           | Magyarország  | Magyarország | Magyarország | Magyarország | Magyarország | Magyarország |
| #            | Dátum              | Helyszín                               | Hazai         | Eredmény     | Vendég       | Kiírás       | Gólok        | Esemény      |
| ------------ | ------------------ | -------------------------------------- | ------------- | ------------ | ------------ | ------------ | ------------ | ------------ |
| 1.           | 1989. november 15. | Sevilla, Ramón Sánchez Pizjuan Stadion | Spanyolország | 4 – 0        | Magyarország | vb-selejtező | -            | 64'          |
| 2.           | 1991. február 19.  | Rosario, Central Stadion               | Argentína     | 2 – 0        | Magyarország | barátságos   | -            | 67'          |
|              | Összesen           |                                        |               | 2            | mérkőzés     |              | 0            | gól          |